# Woldemar von Dietel
Woldemar Albin von Dietel (* 16. Februar 1861 in Burgk (Schleiz); † 12. März 1928 in Crispendorf) war ein deutscher Verwaltungsjurist und Politiker.

## Familie
Dietel war der Sohn des Richters, Verwaltungsbeamten und Politikers Theodor von Dietel und dessen Ehefrau Marie Charlotte geborene von Geldern-Crispendorf. Er war evangelisch-lutherischer Konfession und heiratete am 7. März 1892 in Dresden Adele Müller (* 7. Juni 1868 in Le Havre), die Tochter des Kaufmanns und Rittergutsbesitzers Sigmund Müller. Die Brüder der Mutter, Richard von Geldern-Crispendorf und Bruno von Geldern-Crispendorf, wurden ebenfalls Abgeordnete.
Der Vater wurde am 28. März 1893 in den erblichen reußischen Adelsstand als von Dietel erhoben. Seitdem trug auch Woldemar von Dietel den Adelstitel.

## Leben
Dietel studierte Staats- und Rechtswissenschaften und schloss das Studium mit der Promotion zum Dr. jur. ab. Ab dem 1. Januar 1890 war er Regierungs- und Konsistorialsekretär bei der Kanzlei der Landesregierung in Greiz. Am 28. März 1890 wurde er zum Regierungsassessor befördert und im April dieses Jahres an das Landratsamt Greiz versetzt. Nachdem sein Vater Regierungschef wurde, wurde er am 1. November 1893 als Nachfolger seines Vaters kommissarisch und zum 1. April 1895 definitiv zum Landrat im Landkreis Greiz ernannt. Am 29. Dezember 1895 ersuchte er um die Entlassung aus dem Staatsdienst (wegen „entstandener Verhältnisse und Familienrücksichten“) und wurde zum 1. April 1896 entlassen. Danach lebte er zunächst in Dresden und später auf dem ererbten Rittergut in Oberliederbach. Am 15. September 1909 kaufte er von seinem Cousin Arthur von Geldern-Crispendorf dessen Anteil am Rittergut Crispendorf für 80.000 Mark.
Er war sächsischer Oberleutnant der Landwehr II.
Vom 14. Dezember 1894 bis zum 3. April 1896 war er Mitglied im Greizer Landtag.